# Karl Pølse
Karl Pølse er en sagnfigur tilknyttet Asdal Sogn ved Hirtshals i Nordjylland. Sagnet tillægger ham mange titler: Herremand på Asdal Hovedgaard, ridder, strandrøver og morder. Ifølge sagnet var han et ondt menneske, der satte penge og fortjeneste over andres liv, og derfor fik han en grum skæbne.

## Strandrøveri
Sagnet fortæller bland andet, hvordan han i stormvejr tændte ild på stranden eller anbragte en lygte oppe i sin gårds tårn, så søfolk troede, at de var kommet forbi Skagen. Derefter ændrede de kurs, fordi de regnede med så at komme til Kattegat, men i stedet sejlede de på grund. Næste dag kunne Karl Pølse så gå på rov i skibsvraget. Var der nogle overlevende søfolk, så var han også mand for at få dem slået ihjel.

## Asdal Kapel
Sagnet fortæller, at Karl Pølse slog en munk ihjel, der havde reddet sig i land fra en af disse skibskatastrofer. Karl Pølse tog derpå hans ting og begravede ham et sted i klitterne. Men denne munk hjemsøgte Asdal Hovedgaard, så Karl Pølse slet ikke havde ro hverken nat eller dag. Han henvendte sig derpå til præsten ved Horne Kirke, Broder Mads, for at få et råd til hvordan han kunne slippe af med dette spøgelse. Hans bod bestod i at han skulle give munken en begravelse i et kapel, som Karl Pølse selv skulle bekoste. Karl Pølse forsøgte at overtale præsten til at ville godtage et par lys til Horne Kirke, men det ville præsten ikke høre tale om. Enden på det blev, at Karl Pølse måtte bygge kapellet.

## Helligkilden
Karl Pølses navn knyttes også til den hellige kilde, der findes i Lilleheden Klitplantage. Ifølge sagnet strandede et hollandsk skib en nat ved kysten. Karl Pølse og hans folk gik til angreb på de overlevende fra skibsforliset for at kunne gå på rov i skibets last. Men hollænderne ydede åbenbart mere modstand end Karl Pølse havde ventet så det blev til voldsom kamp, hvorunder Karl Pølses hest blev stukket i bringen og blødte meget. Han red derefter hurtigt til kilden og vaskede såret, og blodet standsede da også. Men Karl Pølses udåd fik kilden til at miste sin kraft. Heldigvis – vel især for turismen i området – genvandt den siden sin gamle kraft og blev en meget besøgt helligkilde.

## Karl Pølses død
Karl Pølses udåd kunne ikke forblive ustraffet, og han endte også sine dage i spigertønden (dvs. en tønde besat indvendigt med pigge), der blev skubbet ned ad bakken ved Asdal Hovedgaard, og dér, hvor tønden standsede, skulle han begraves. Det skete syd for Mårskelhøj, hvor han nu ifølge sagnet færdes som genganger. Hver nytårsnat straffes han yderligere ved at skulle ride med med længe fra håndled til hestens forben.
Ifølge et andet sagn forsøger han at nå frem til Asdal Hovedgaard – det får han lov til, når der er sammenfald mellem fuldmåne og højvande. Han går da med sin lygte med tunge langsomme skridt fra sin grav og til havet, og derpå i retningen af gården. Indtil videre er han aldrig nået frem til gården, men er forsvundet ved første hanegal og derpå atter forbandet til sin evige vandring.